# Лопеш, Мигел
У́гу Миге́л Алме́йда Ко́шта Ло́пеш (порт. Hugo Miguel Almeida Costa Lopes; 19 декабря 1986, Лиссабон) — португальский футболист, правый защитник клуба «Эштрела».

## Карьера

### Клубная
Лопеш начинал профессиональную карьеру во второй команде лиссабонской «Бенфики». В следующем сезоне он перешёл в клуб низшей лиги «Операриу».
После нескольких неплохих матчей Мигел в сезоне 2007/08 перешёл в клуб Лиги ди онра (2-й по силе дивизион Португалии) «Риу Аве». В первом сезоне в «Риу» Лопиш был игроком стартового состава и помог команде через два года вернуться в Высшую лигу.
Благодаря стабильной игре «Риу Аве», в том числе против «Бенфики» и «Порту», Лопишом заинтересовались гранды португальского футбола. В январе 2009 года Мигел подписал четырёхлетний контракт с «Порту». В первом сезоне за сине-белых ему приходилось конкурировать за место в стартовом составе с уругвайцем Хорхе Фусиле, он появлялся на поле не так много, но всё же ему удалось сыграть в 17 официальных матчах, 13 из которых в старте.
В конце августа 2010 года новый тренер команды Андре Виллаш-Боаш, посчитав, что ему не нужен Лопеш, отправил его в годичную аренду в испанский «Бетис». 2 сентября 2010 года он прошёл медицинский осмотр и присоединился к команде.

### Сборная
Лопеш привлекался в молодёжную сборную Португалии. Он был включён в окончательную заявку на чемпионат Европы 2012. 2 июня 2012 года Мигел дебютировал за национальную сборную Португалии в проигранном товарищеском матче 3:1 против сборной Турции в Лиссабоне.